# Massacre Palestina (álbum)
Massacre Palestina es el debut discográfico del por entonces grupo homónimo, que luego fue renombrado Massacre. El EP fue grabado en agosto de 1987, en los Estudios Ámbar y fue editado por Radio Trípoli. El formato original era en vinilo. 
El disco se agotó y fue posteriormente reeditado en CD por Discos Milagrosos en 1994, en un compilado que incluía los simples de Sentimiento Incontrolable y Cadáveres de Niños, con la adición de dos bonus track ("De qué te sirvió" y "Mirando al Pacífico").
Hoy en día este disco es una verdadera rareza y una invaluable pieza de colección para los fanáticos más fieles, en sitios de Internet puede alcanzar los $250.000 pesos.

## Lista de canciones
1. Diferentes maneras
2. Canción de las muñecas
3. Papel floreado
4. Ángeles de piedra
5. De qué te sirvió (bonus track)
6. Mirando al Pacífico (bonus track)

## Formación
- Guillermo Willy (o Walas) Cidade - guitarra
- Francisco Paco Ruiz Ferreyra - batería , segunda guitarra Conejo Diaz

* José Topo Armetta - bajo
- Richard Serafini - voz

- Datos: Q6005499